# Maranta depressa
Maranta depressa là một loài thực vật có hoa trong họ Marantaceae. Loài này được E.Morren mô tả khoa học đầu tiên năm 1880.

## Hình ảnh

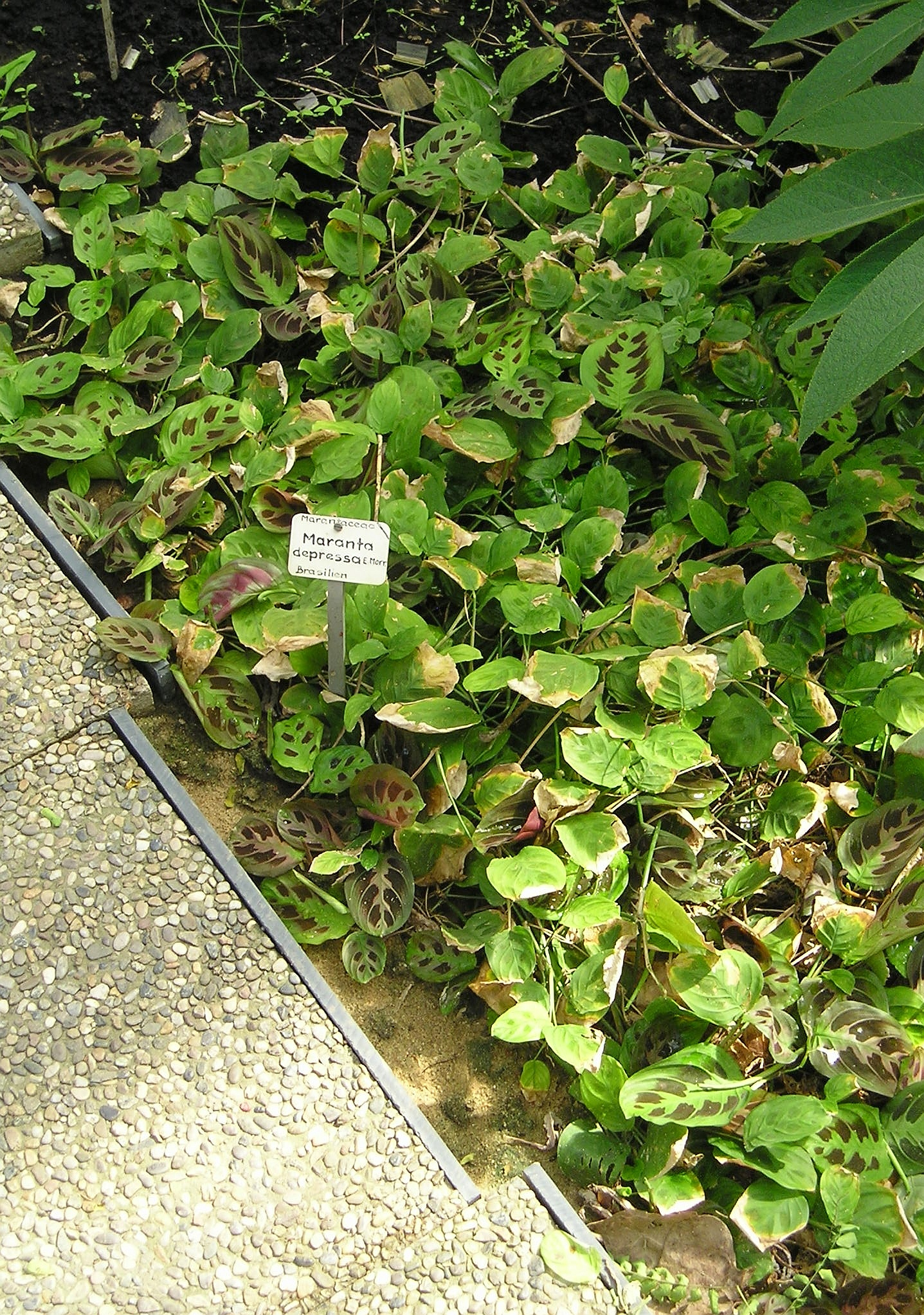